# Seznam českých příjmení, Ť
Toto je seznam českých příjmení začínajících na písmeno Ť. Seznam zahrnuje pouze příjmení s minimálně deseti mužskými nositeli.
| Příjmení | Počet | Přechýleně  | Počet | ORP s největší hustotou  |
| -------- | ----- | ----------- | ----- | ------------------------ |
| Ťupa     | 156   | Ťupová      | 150   | Bystřice nad Pernštejnem |
| Ťoupal   | 115   | Ťoupalová   | 117   | Tábor                    |
| Ťok      | 79    | Ťoková      | 60    | Veselí nad Moravou       |
| Ťápal    | 73    | Ťápalová    | 78    | Prachatice               |
| Ťopek    | 54    | Ťopková     | 82    | Hlinsko                  |
| Ťoupalík | 53    | Ťoupalíková | 59    | Telč                     |
| Ťažký    | 51    | Ťažká       | 48    | Broumov                  |
| Ťažký    | 51    | Ťažkyová    | 5     | Broumov                  |
| Ťuka     | 41    | Ťuková      | 50    | Šternberk                |
| Ťukal    | 41    | Ťukalová    | 48    | Turnov                   |
| Ťulpa    | 31    | Ťulpová     | 31    | Luhačovice               |
| Ťulpík   | 26    | Ťulpíková   | 20    | Bystřice pod Hostýnem    |
| Ťapťuch  | 22    | Ťapťuchová  | 19    | Krnov                    |
| Ťuik     | 21    | Ťuiková     | 17    | Litovel                  |
| Ťuťo     | 20    | Ťuťová      | 22    | Ústí nad Labem           |
| Ťoupek   | 16    | Ťoupková    | 22    | Blansko                  |
| Ťokan    | 15    | Ťokanová    | 10    | Nové Město nad Metují    |
| Ťoukálek | 14    | Ťoukálková  | 18    | Světlá nad Sázavou       |
| Ťukálek  | 14    | Ťukálková   | 17    | Varnsdorf                |
| Ťujík    | 14    | Ťujíková    | 12    | Litovel                  |
| Ťapušík  | 12    | Ťapušíková  | 13    | Sedlčany                 |
| Ťulák    | 12    | Ťuláková    | 13    | Frenštát pod Radhoštěm   |
| Ťavoda   | 11    | Ťavodová    | 20    | Kolín                    |